# Карловка (Гомельская область)
Карловка (бел. Карлаўка) — деревня в Комаринском сельсовете Брагинского района Гомельской области Белоруссии.

## География

### Расположение
В 58 км на юго-восток от Брагина, 12 км от железнодорожной станции Иолча (на линии Овруч — Полтава), 188 км от Гомеля.

## Транспортная система
Транспортные связи по просёлочной, затем автомобильной дороге Комарин — Брагин. Планировка состоит из прямолинейной улицы, ориентированной с юго-запада на северо-восток, к которой присоединяются 3 переулка. Застройка деревянными домами усадебного типа.

## История
Известна с XIX века как деревня в Иолченской волости Речицкого уезда Минской губернии. Согласно переписи 1897 года деревня Карловка Катичев.
С 8 декабря 1926 года по 30 декабря 1927 года центр Карловского сельсовета Комаринского района Речицкого округа. В 1929 году организован колхоз. Во время Великой Отечественной войны в боях за освобождение деревни и её окрестности погибли 18 солдат (похоронены в братских могилах на кладбищах). С 1959 года в составе совхоза «Комаринский» (центр — городской посёлок Комарин). Есть библиотека, магазин.

## Население

### Численность
- 2004 год — 72 хозяйства, 140 жителей.

### Динамика
- 1897 год — 32 двора, 224 жителя (согласно переписи).
- 1908 год — 34 двора.
- 1959 год — 408 жителей (согласно переписи).
- 2004 год — 72 хозяйства, 140 жителей.